# Camerton (Somerset)
Pour les articles homonymes, voir Camerton.
Camerton est une paroisse civile et un village du Somerset, en Angleterre.